# Cantone di Sainte-Croix-Volvestre
Il Cantone di Sainte-Croix-Volvestre era una divisione amministrativa dell'arrondissement di Saint-Girons.
A seguito della riforma approvata con decreto del 18 febbraio 2014, che ha avuto attuazione dopo le elezioni dipartimentali del 2015, è stato soppresso.

## Composizione
Comprendeva i comuni di:
- Barjac
- Bagert
- Bédeille
- Cérizols
- Contrazy
- Fabas
- Lasserre
- Mauvezin-de-Sainte-Croix
- Mérigon
- Montardit
- Sainte-Croix-Volvestre
- Tourtouse